# Лидский район
Ли́дский райо́н (бел. Лі́дскі раён) — административная единица в центральной части Гродненской области Республики Беларусь. Административный центр — город Лида. Образован 15 января 1940 года.
Численность населения — 131 597 человек (на 1 января 2025 года).
В Лиде расположен знаменитый Лидский замок.

## Административное устройство

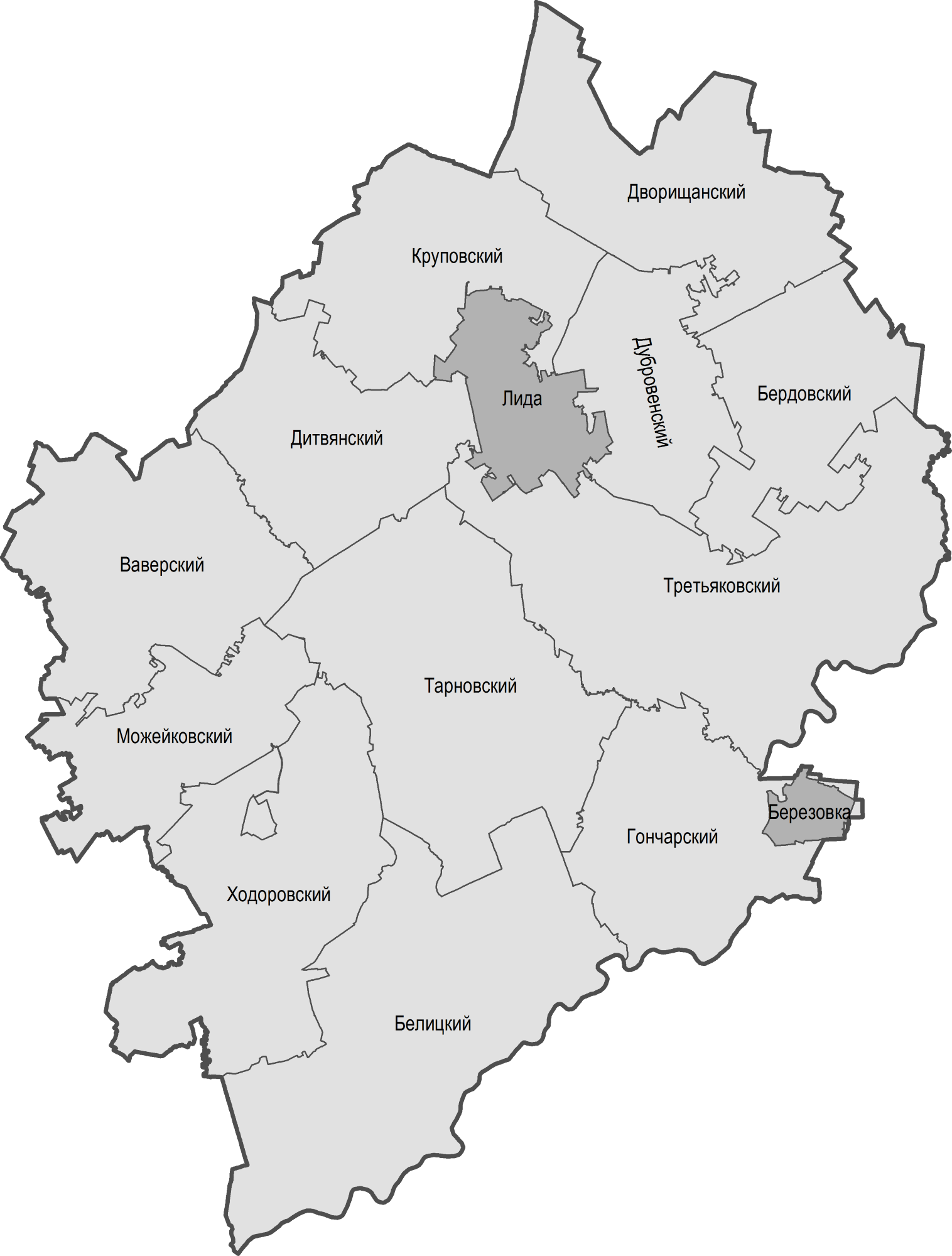
Административное деление Лидского района

Административно район включает в свой состав города Лида и Берёзовка, а также 10 сельсоветов:
- Белицкий
- Ваверский
- Гончарский
- Дворищанский
- Дитвянский
- Дубровенский
- Можейковский
- Тарновский
- Третьяковский
- Ходоровский

Упразднённые сельсоветы:
- Бердовский
- Голдовский
- Докудовский
- Круповский
- Песковский

В 2002 году рабочий посёлок Первомайский был преобразован в посёлок и включён в состав Дубровенского сельсовета. В 2013 году были упразднены Голдовский и Докудовский сельсоветы, в 2016 году — Песковский сельсовет.
17 марта 2023 года Дубровенский и Бердовский сельсоветы Лидского района объединены в одну административно-территориальную единицу – Дубровенский сельсовет, с включением в его состав земельных участков Бердовского сельсовета.
17 марта 2023 года упразднён Круповский сельсовет. Населённые пункты включены в состав  Дворищанского и Дитвянского сельсоветов.

## География
Площадь 1 566,74 км² (6-е место среди районов Гродненской области). Большую часть района занимает Лидская равнина, на юге — Неманская низменность. Преобладают высоты 140—200 м, максимальная — 207 м (в 8 км к северу от Лиды). Главные реки: Неман, Гавья, Жижма, Дитва, Лидея, Лебеда, Нарва.

### Природа
Средняя температура января −5,8 °С, июля 17,4 °С. Осадков 660 мм в год. Вегетационный период 194 сут. Под лесом 24 % терр., главным образом на востоке района, преобладают сосновые, еловые, берёзовые леса. Болота занимают 3,6 % территории (Дитвянское болото, Докудовское, Жижма и др.). Биологический заказник республиканского значения Докудовский. Охотничьи угодья в пределах Лидского лесоохотничьего хозяйства, Лидского охотничьего хозяйства БООР и Бел. военного охотничьего общества.
Ботанический памятник природы республиканского значения — насаждение (дуб, осина, ель) в урочище «Оступ» около д. Минойты.

## История
Территория района с 1566 года входила в Лидский повет Виленского воеводства Великого княжества Литовского (с 1569 года — в Речи Посполитой). С 1795 года — в составе Лидского уезда Российской империи, который поочерёдно находился в составе Слонимской, Литовской, Гродненской и Виленской губерний. В 1919 году — в БССР, затем в Литовско-Белорусской ССР. По Рижскому миру 1921 года территория района вошла в состав Польши (Лидский повет Новогрудского воеводства). С 1939 года — в СССР.
В 1941—1944 годах находился под немецкой оккупацией.
С августа 1944 по май 1945 года на территории района проведены акции «Армии Крайова», в ходе которых погибло 112 человек.
До 20 сентября 1944 года — в составе Барановичской области, с 1944 года — в Гродненской области.
3 апреля 1959 года Трокельский сельсовет был передан Вороновскому району. 17 апреля 1962 года в связи с упразднением Желудокского района к Лидскому району отошли 3 сельсовета (Гастиловский, Голдовский, Поречский). 25 декабря 1962 года были скорректированы границы района: из состава Новогрудского района был передан рабочий посёлок Берёзовка, из Дятловского района — Ногородовичский и Стрельский сельсоветы, из Щучинского района — Песковский и Ходоровецкий сельсоветы. 6 января 1965 года Ногородовичский и Стрельский сельсоветы переданы вновь образованному Дятловскому району.
В 1994 году в городскую черту города Лиды включена деревня Лайковщизна Дубровенского сельсовета.
9 февраля 2004 года Лидский район и город Лида объединены в одну административно-территориальную единицу — Лидский район с административным центром город Лида.
11 ноября 2022 года часть деревни Малейковщизна Круповского сельсовета Лидского района Гродненской области площадью 18,6 гектара включена в черту города Лиды.

## Геральдика
Герб утверждён решением Лидского городского Совета депутатов от 9 апреля 2002 года № 13-71 и зарегистрирован в Гербовом матрикуле Республики Беларусь 30 мая 2002 года № 85.
Флаг учреждён Указом Президента Республики Беларусь от 9 сентября 2009 года № 450 и зарегистрирован в Государственном геральдическом регистре Республики Беларусь 25 сентября 2009 года № Б-172. Одобрен решением Лидского городского Совета депутатов от 19 апреля 2007 года № 29.

## Демография
Численность населения — 131 597 человек (на 1 января 2025 года), в том числе городское — 112 657 человек (Лида — 103 262 человек, Берёзовка — 9 395 человек), сельское — 18 940 человек.
Население района составляет 133 459 человек, включая город Лида — 103 915 человек (на 1 января 2023 года).
| Численность населения (по годам) | Численность населения (по годам) | Численность населения (по годам) | Численность населения (по годам) | Численность населения (по годам) | Численность населения (по годам) | Численность населения (по годам) | Численность населения (по годам) | Численность населения (по годам) | Численность населения (по годам) |
| 1996                             | 2001                             | 2002                             | 2003                             | 2004                             | 2005                             | 2006                             | 2007                             | 2008                             | 2009                             |
| -------------------------------- | -------------------------------- | -------------------------------- | -------------------------------- | -------------------------------- | -------------------------------- | -------------------------------- | -------------------------------- | -------------------------------- | -------------------------------- |
| 148 600                          | ▼146 270                         | ▼145 120                         | ▼143 963                         | ▼142 475                         | ▼140 949                         | ▼139 273                         | ▼137 828                         | ▼136 543                         | ▼135 839                         |
| 2010                             | 2011                             | 2012                             | 2013                             | 2014                             | 2015                             | 2016                             | 2017                             | 2018                             | 2019                             |
| ▼134 907                         | ▼133 972                         | ▼133 295                         | ▼133 027                         | ▼132 678                         | ▼132 291                         | ▼132 114                         | ▼132 099                         | ▼131 860                         | ▼131 240                         |
| 2020                             | 2021                             | 2022                             | 2023                             | 2024                             | 2025                             |                                  |                                  |                                  |                                  |
|                                  |                                  |                                  | ▲ 133 459                        |                                  | ▼131 597                         |                                  |                                  |                                  |                                  |

| Национальный состав по переписи населения 2009 года | Национальный состав по переписи населения 2009 года | Национальный состав по переписи населения 2009 года | Национальный состав по переписи населения 2009 года | Национальный состав по переписи населения 2009 года | Национальный состав по переписи населения 2009 года | Национальный состав по переписи населения 2009 года |
| Народ                                               | Всего                                               | Всего                                               | городское                                           | городское                                           | сельское                                            | сельское                                            |
| Народ                                               | Численность                                         | %                                                   | Численность                                         | %                                                   | Численность                                         | %                                                   |
| --------------------------------------------------- | --------------------------------------------------- | --------------------------------------------------- | --------------------------------------------------- | --------------------------------------------------- | --------------------------------------------------- | --------------------------------------------------- |
| Белорусы                                            | 69 408                                              | 51,38 %                                             | 56 812                                              | 52,38 %                                             | 12 596                                              | 47,3 %                                              |
| Поляки                                              | 47 660                                              | 35,28 %                                             | 35 442                                              | 32,68 %                                             | 12 218                                              | 45,88 %                                             |
| Русские                                             | 12 635                                              | 9,35 %                                              | 11 345                                              | 10,46 %                                             | 1290                                                | 4,84 %                                              |
| Украинцы                                            | 2269                                                | 1,68 %                                              | 1974                                                | 1,82 %                                              | 295                                                 | 1,11 %                                              |
| Литовцы                                             | 278                                                 | 0,21 %                                              | 241                                                 | 0,22 %                                              | 37                                                  | 0,14 %                                              |
| Татары                                              | 114                                                 | 0,08 %                                              | 97                                                  | 0,09 %                                              | 37                                                  | 0,14 %                                              |
| Армяне                                              | 92                                                  | 0,07 %                                              | 67                                                  | 0,06 %                                              | 25                                                  | 0,09 %                                              |
| Евреи                                               | 90                                                  | 0,07 %                                              | 85                                                  | 0,08 %                                              | 5                                                   | 0,02 %                                              |
| Азербайджанцы                                       | 85                                                  | 0,06 %                                              | 71                                                  | 0,07 %                                              | 14                                                  | 0,05 %                                              |
| Молдаване                                           | 50                                                  | 0,04 %                                              | 41                                                  | 0,04 %                                              | 9                                                   | 0,03 %                                              |
| Грузины                                             | 29                                                  | 0,02 %                                              | 21                                                  | 0,02 %                                              | 8                                                   | 0,03 %                                              |
| Немцы                                               | 28                                                  | 0,02 %                                              | 21                                                  | 0,02 %                                              | 7                                                   | 0,03 %                                              |
| Чуваши                                              | 23                                                  | 0,02 %                                              | 18                                                  | 0,02 %                                              | 5                                                   | 0,02 %                                              |

## Экономика

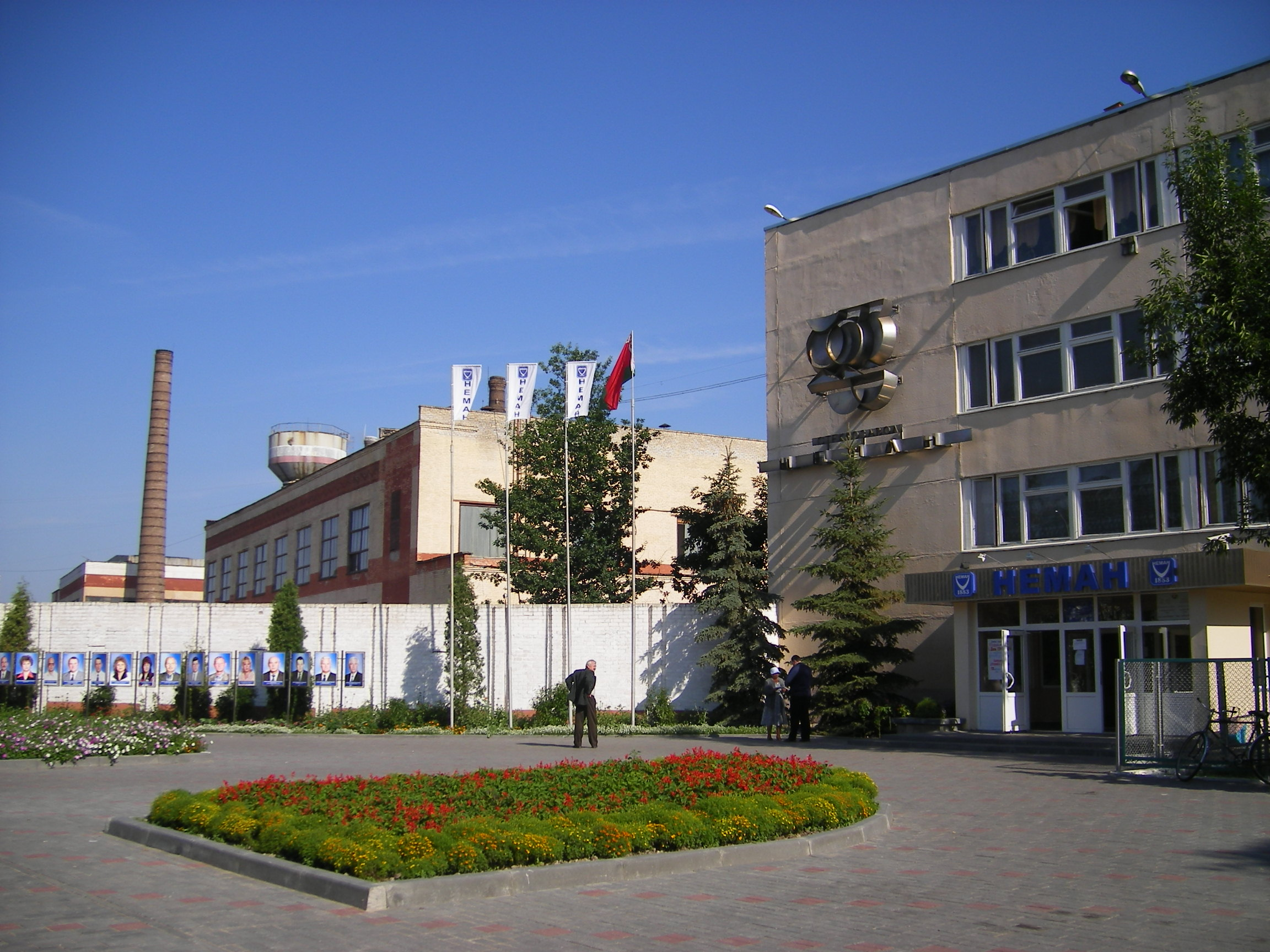
Стеклозавод "Неман" в Берёзовке

Среднемесячная номинальная начисленная заработная плата (до вычета подоходного налога и некоторых отчислений) в 2017 году в районе (вместе с Лидой) составила 660 руб. (около 330 долларов). Район занял 7-е место в Гродненской области по уровню зарплаты (средняя зарплата по области — 703,2 руб.) и 51-е место в стране из 129 районов и городов областного подчинения.

### Промышленность
Крупнейшие промышленные предприятия района сконцентрированы в Лиде. В Берёзовке расположен крупный стеклозавод.

### Сельское хозяйство
Общая посевная площадь сельскохозяйственных культур в организациях района (без учёта фермерских и личных хозяйств населения) в 2017 году составила 45 314 га (453 км²). В 2017 году под зерновые и зернобобовые культуры было засеяно 19 449 га, под лён — 800 га, под сахарную свёклу — 1181 га, под кормовые культуры — 19 344 га.
Валовой сбор зерновых и зернобобовых культур в сельскохозяйственных организациях составил 74 743 тыс. т в 2015 году, 42 540 тыс. т в 2016 году, 52 667 тыс. т в 2017 году. По валовому сбору зерновых в 2017 году район занял 11-е место в Гродненской области. Средняя урожайность зерновых в 2017 году составила 27,1 ц/га (средняя по Гродненской области — 39,7 ц/га, по Республике Беларусь — 33,3 ц/га). По этому показателю район занимал 16-е место в Гродненской области. Валовой сбор свёклы сахарной в сельскохозяйственных организациях составил 33,8 тыс. т в 2016 году, 47,8 тыс. т в 2017 году. По валовому сбору сахарной свёклы в 2017 году район занял 13-е место в Гродненской области. Средняя урожайность сахарной свёклы в 2017 году составила 405 ц/га (средняя по Гродненской области — 533 ц/га, по Республике Беларусь — 499 ц/га); по этому показателю район занял 15-е место в Гродненской области. В 2017 году в районе было собрано 701 т льноволокна (урожайность — 8,8 ц/га).
На 1 января 2018 года в сельскохозяйственных организациях района (без учёта фермерских и личных хозяйств населения) содержалось 38 тыс. голов крупного рогатого скота, в том числе 13,3 тыс. коров, а также 27,7 тыс. свиней и 179,5 тыс. голов птицы. По поголовью крупного рогатого скота район занимает 7-е место в Гродненской области, по поголовью свиней — 9-е, по поголовью птицы — 4-е.
В 2017 году предприятия района произвели 13 тыс. т мяса (в живом весе), 55,3 тыс. т молока и 14,5 млн яиц. По производству мяса район занимает 8-е место в Гродненской области. Средний удой молока с коровы — 4173 кг (средний показатель по Гродненской области — 5325 кг, по Республике Беларусь — 4989 кг).

## Здравоохранение
В 2017 году в учреждениях Министерства здравоохранения Республики Беларусь в районе работало 568 практикующих врачей и 1419 средних медицинских работников. В пересчёте на 10 тысяч человек численность врачей — 43,1, численность средних медицинских работников — 107,6 (средние значения по Гродненской области — 48,6 и 126,9 на 10 тысяч человек соответственно, по Республике Беларусь — 40,5 и 121,3 на 10 тысяч человек). По обеспеченности населения врачами район занимает 2-е место в области после Гродно. Число больничных коек в учреждениях здравоохранения района — 1098 (в пересчёте на 10 тысяч человек — 83,3; средние показатели по Гродненской области — 81,5, по Республике Беларусь — 80,2).

## Образование
В 2017 году в районе насчитывалось 50 учреждений дошкольного образования (включая комплексы «детский сад — школа») с 6,5 тыс. детей. В 2017/2018 учебном году в районе действовало 35 учреждений общего среднего образования, в которых обучалось 14,1 тыс. учеников. Учебный процесс обеспечивали 1623 учителя. В среднем на одного учителя приходилось 8,7 учеников (среднее значение по Гродненской области — 7,9, по Республике Беларусь — 8,7). Численность учеников на 1 учителя одна из самых высоких в области.

## Культура
В районном центре действует Лидский историко-художественный музей с численностью музейных предметов основного фонда 42,6 тыс. единиц (3-е место в Гродненской области). В 2016 году музей посетили 88,5 тыс. человек; по этому показателю музей занимает 3-е место в Гродненской области после Мирского замка и Гродненского государственного историко-археологического музея.
Также расположены:
- Музей авиационной техники в Лиде
- Мемориальный дом-музей поэта В. П. Тавлая в Лиде
- Музей И. Домейко в аг. Крупово (1995)

В 2023 году постановлением Министерства культуры Республики Беларусь от 30 мая 2023 года № 80 статус нематериальной историко-культурной ценности присвоен элементу «Культура белорусской дуды на Гродненщине» в г. Лида.

## Достопримечательности
- Лидский замок в Лиде

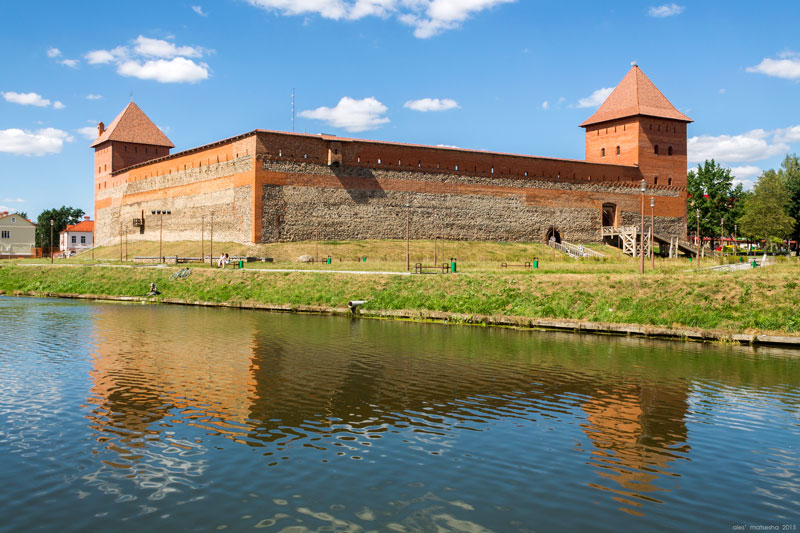
Лидский замок в Лиде

- Костёл Воздвижения Святого Креста (1770) в Лиде
- Кафедральный собор Св. Михаила Архангела в Лиде
- Церковь Святого Георгия Победоносца в Лиде
- Один из пунктов дуги Струве находится в деревне Докудово 1
- Музей лидского бровара в Лиде [36]
- Католический храм Преображения Господнего в аг. Ваверка, 1840, перестроен 1928-1932
- Можейковская усадьба в Можейково
- Костёл Святой Троицы в аг. Бердовка
- Усадебно-парковый комплекс в аг. Бердовка
- Свято-Покровская церковь (1774) в аг. Гончары
- Фрагменты усадьбы (башня, карчма) с водяной мельницей в аг. Дворище Дворищанский сельсовет.
- Усадебно-парковый комплекс в аг. Тарново
- Костёл Святой Троицы в аг. Крупово Дитвянский сельсовет

### Памятник, скульптура
- Памятный знак о мирном соглашении 1392 года, подписанном на лидской земле между Ягайло и Витовтом. Открыт 17 сентября 2021 года в День народного единства. Расположен на трассе М6 возле поворота на агрогородок Ваверка возле города Лида[37]. Историческая справка: Мирный договор 1392 года стал символом братского примирения и единения народов Понемонья. После его заключения Ягайло и Витовт вместе нанесли мощное поражение крестоносцам на полях Грюнвальда в 1410 году, а Великое Княжество Литовское, Русское и Жемойтское достигло благополучия и могущества.

## Галерея

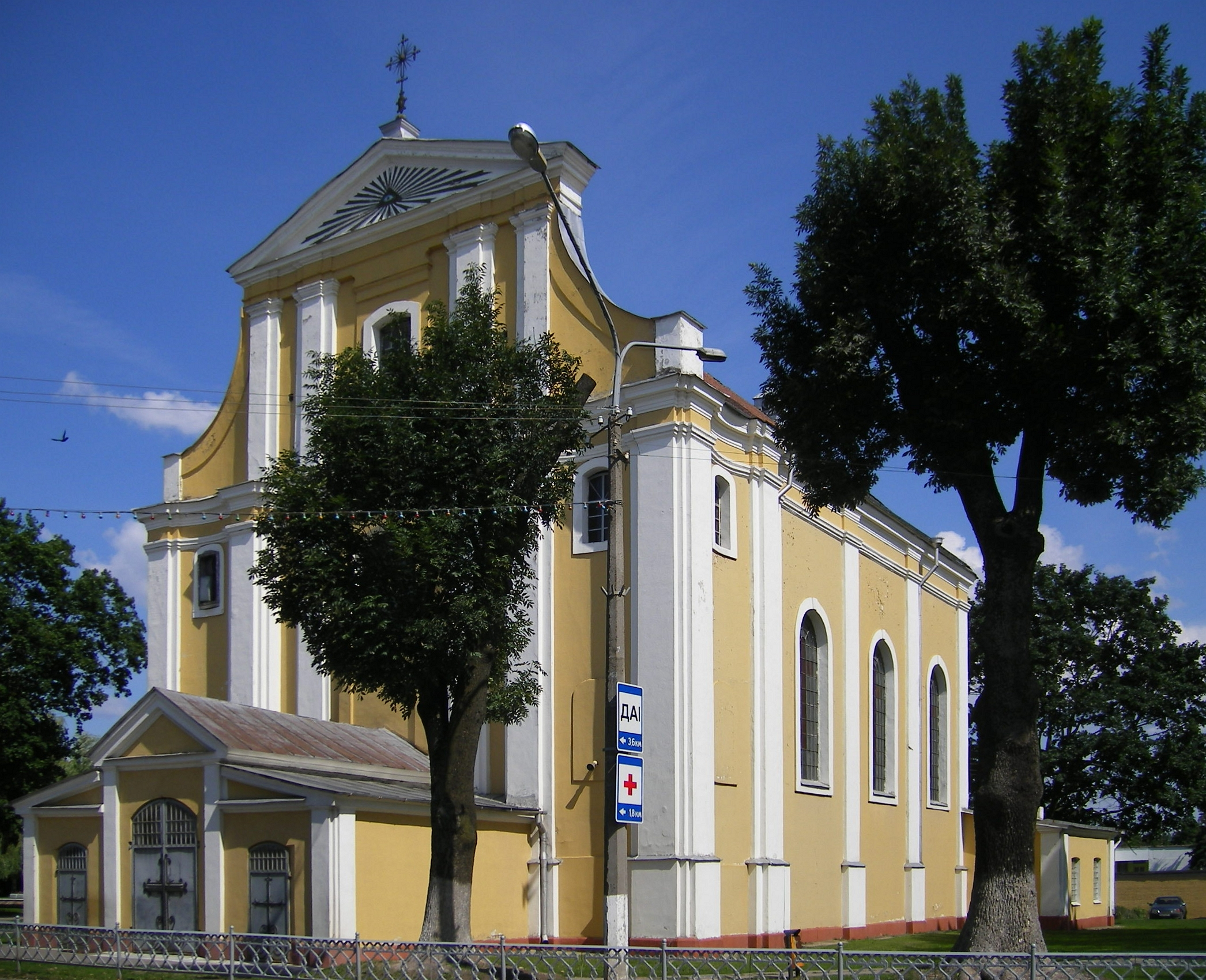
Церковь Воздвижения Святого Креста в Лиде
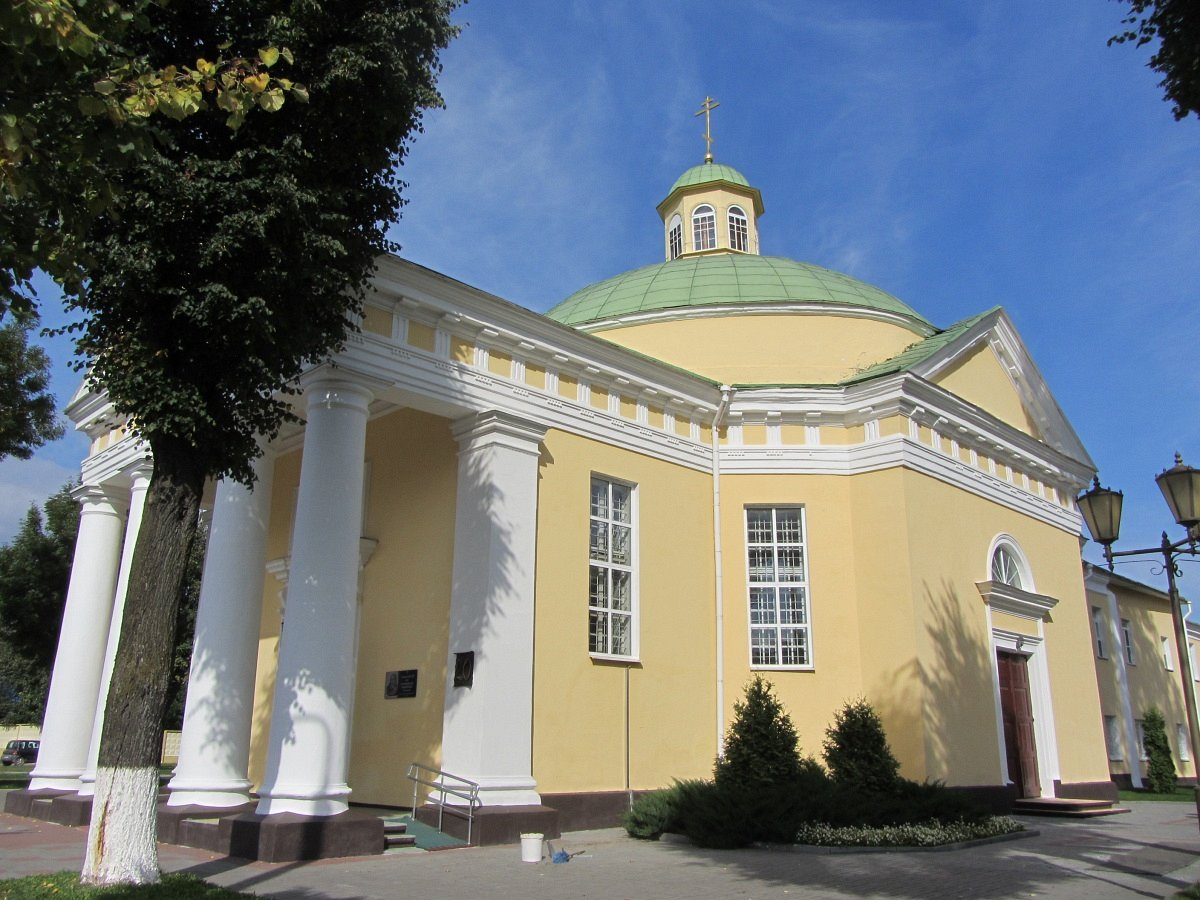
Кафедральный собор Св. Михаила Архангела в Лиде
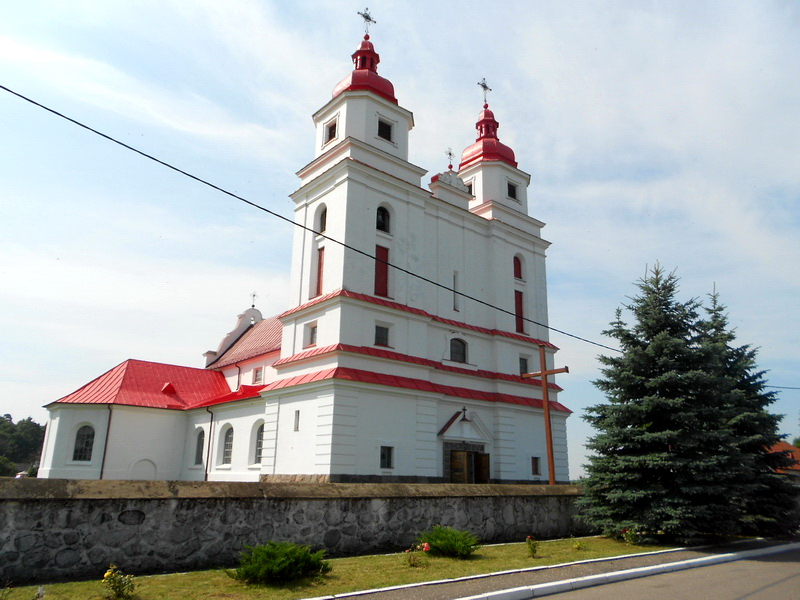
Католический храм Преображения Господнего в аг. Ваверка
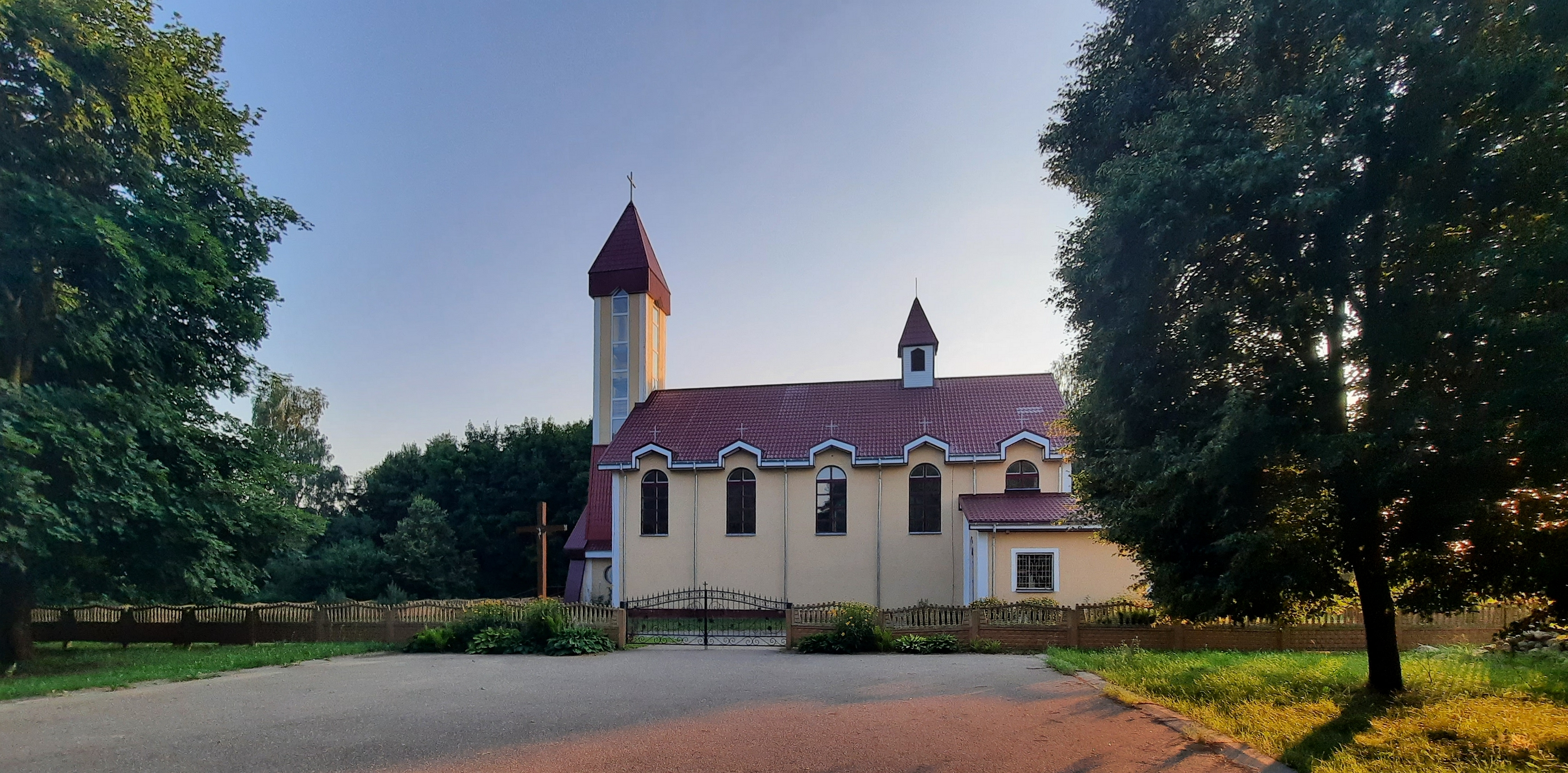
Костёл Святой Троицы в аг. Бердовка
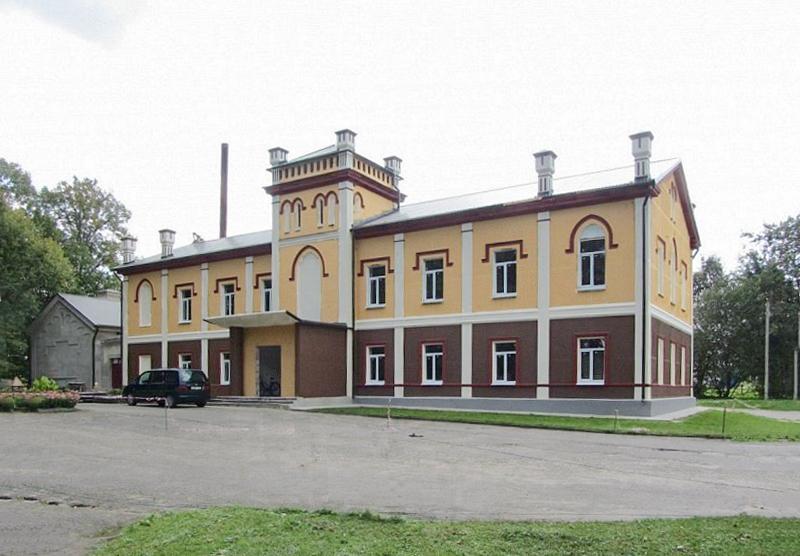
Усадебно-парковый комплекс в аг. Бердовка
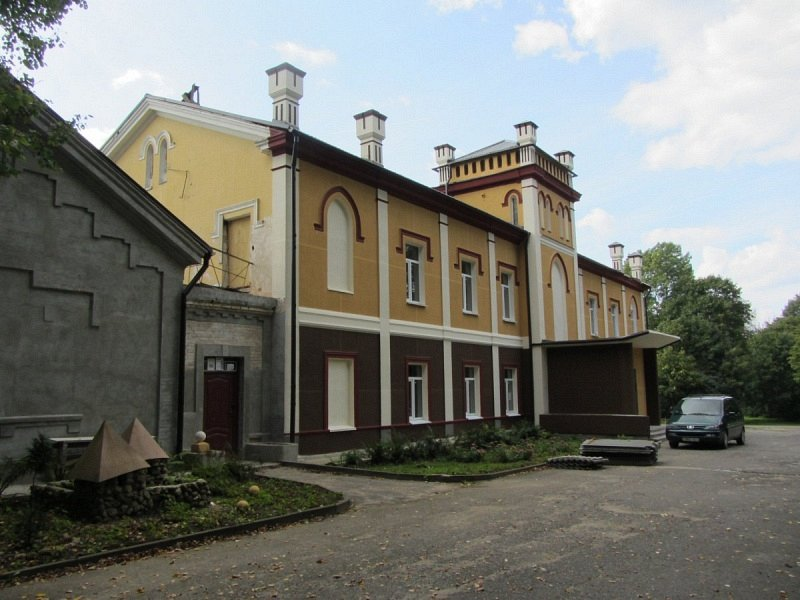
Усадебно-парковый комплекс в аг. Бердовка
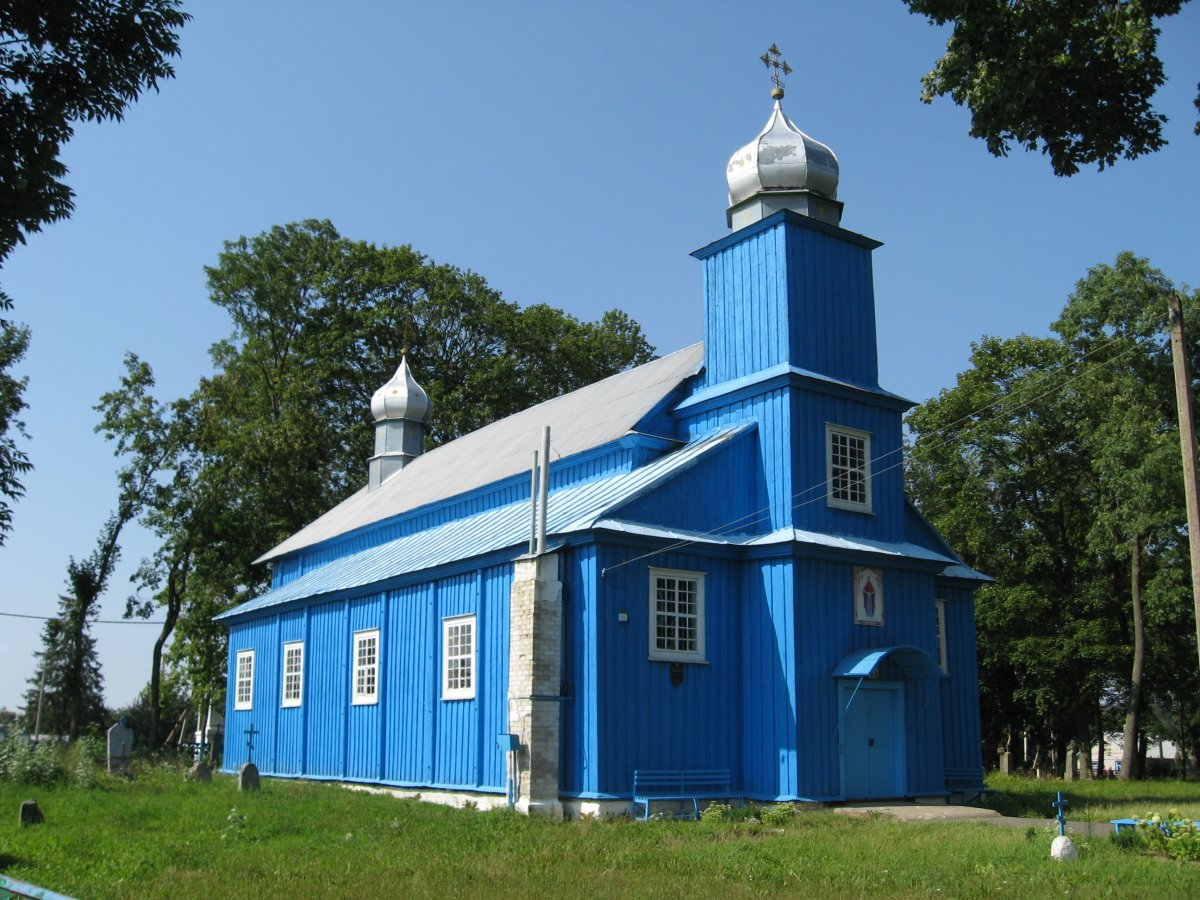
Свято-Покровская церковь в  аг. Гончары
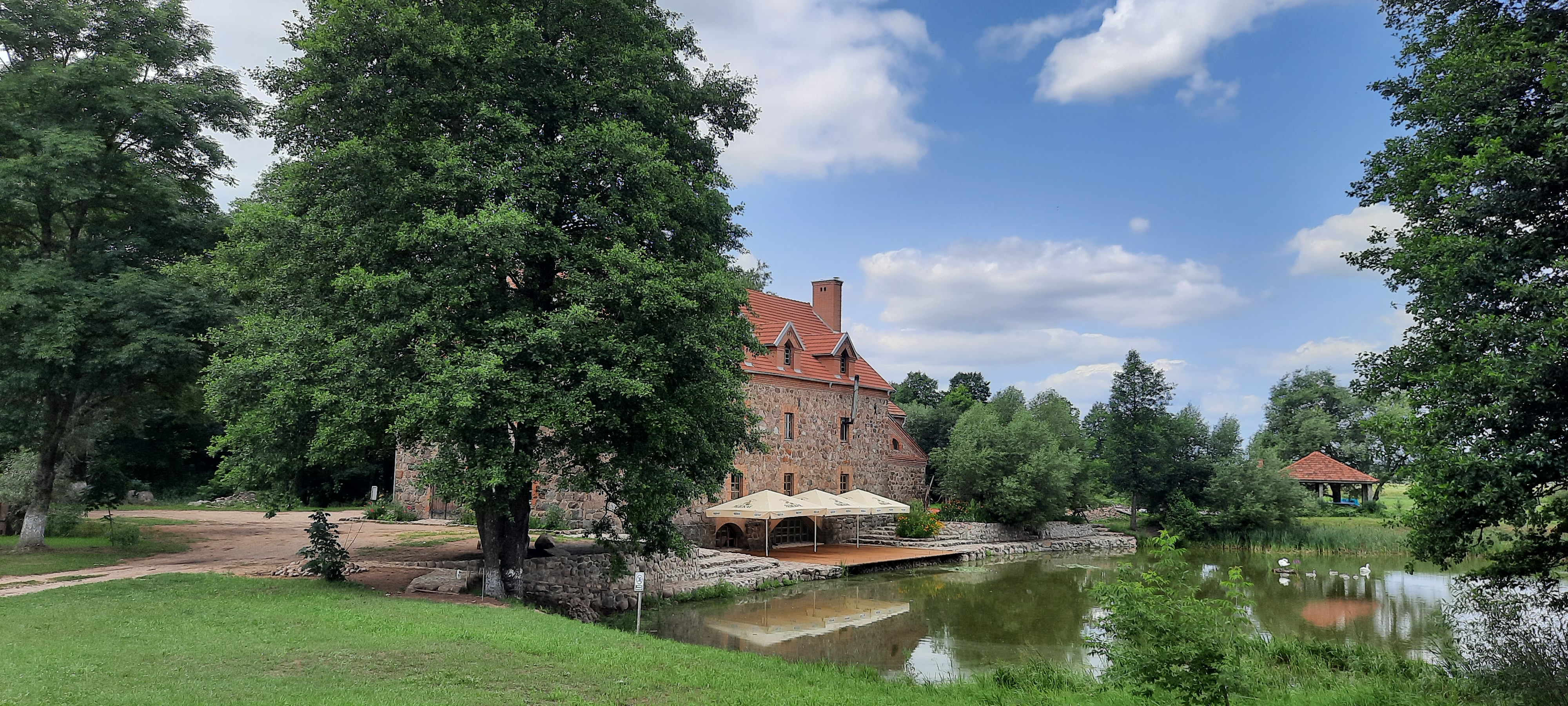
Водяная мельница в аг. Дворище
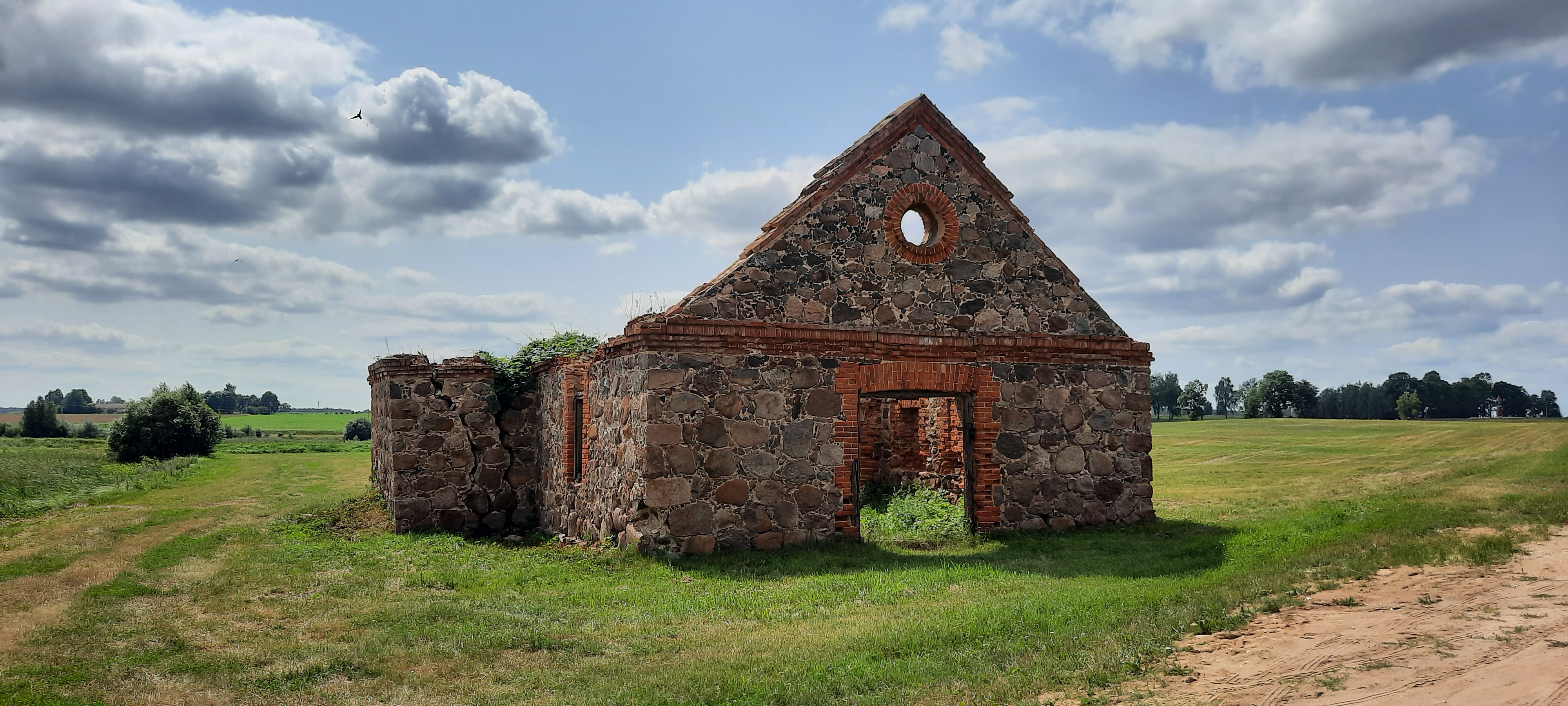
Фрагменты усадьбы: карчма в аг. Дворище
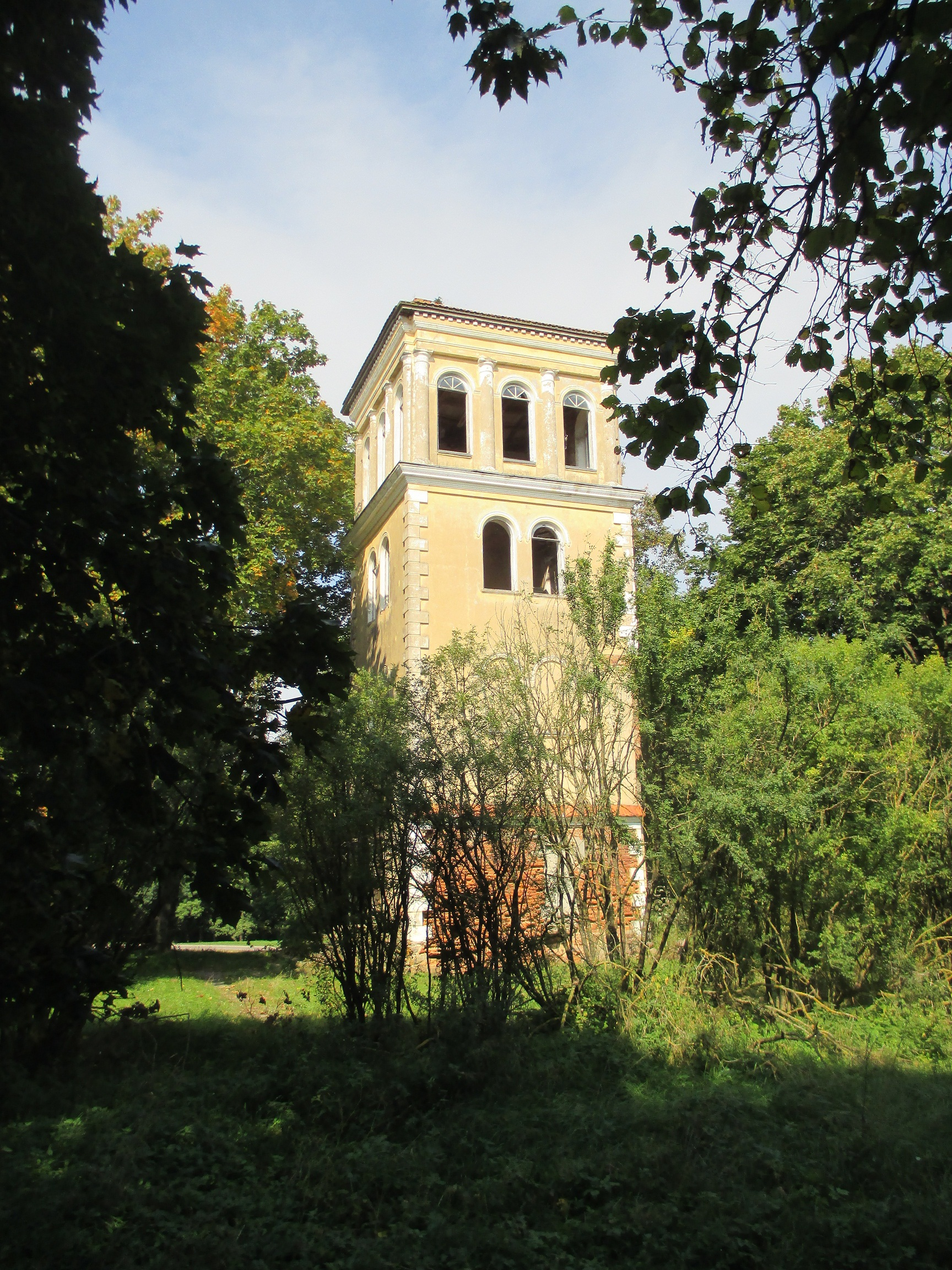
Фрагменты усадьбы: башня в аг. Дворище
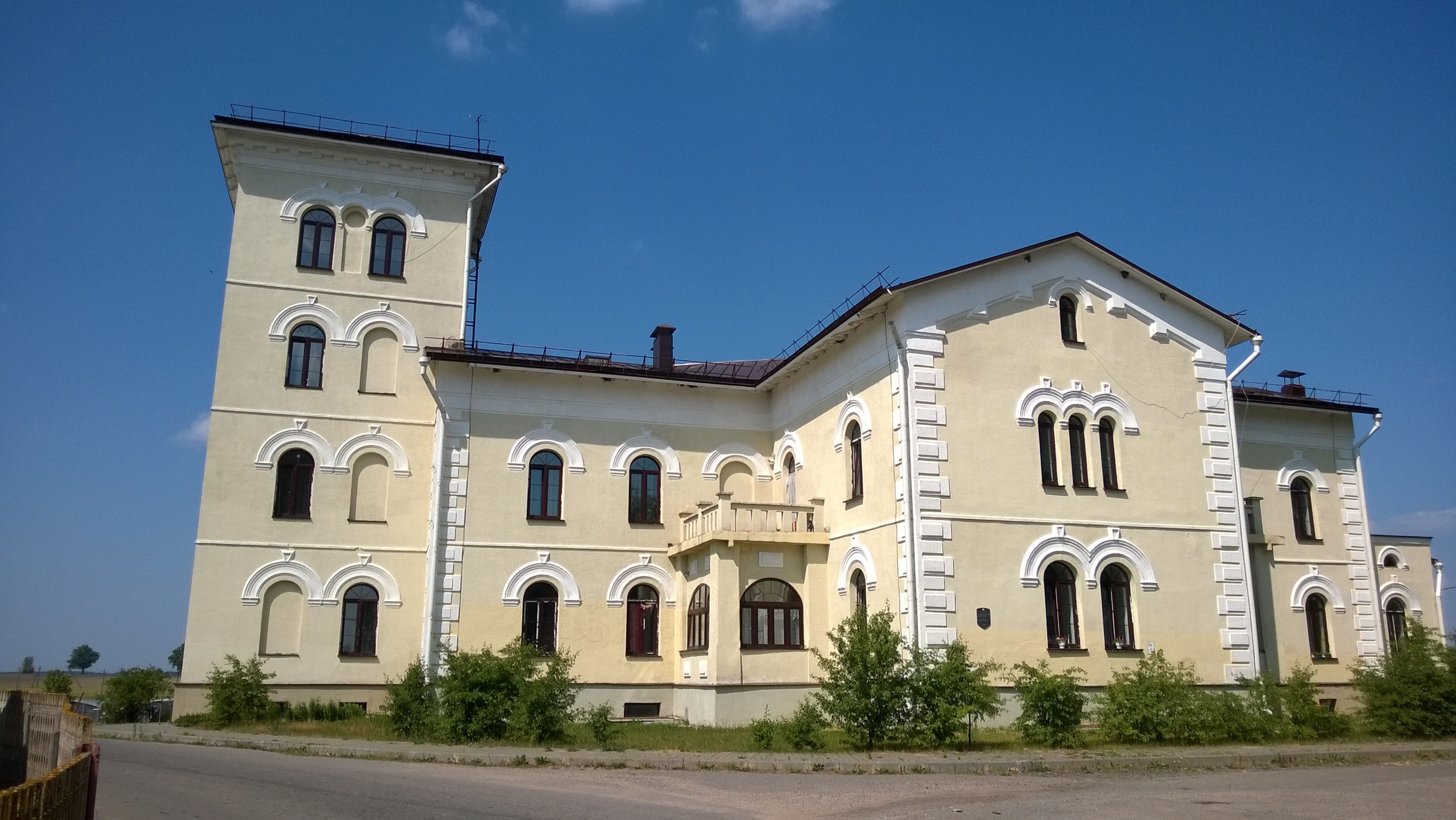
Усадебно-парковый комплекс в аг. Тарново
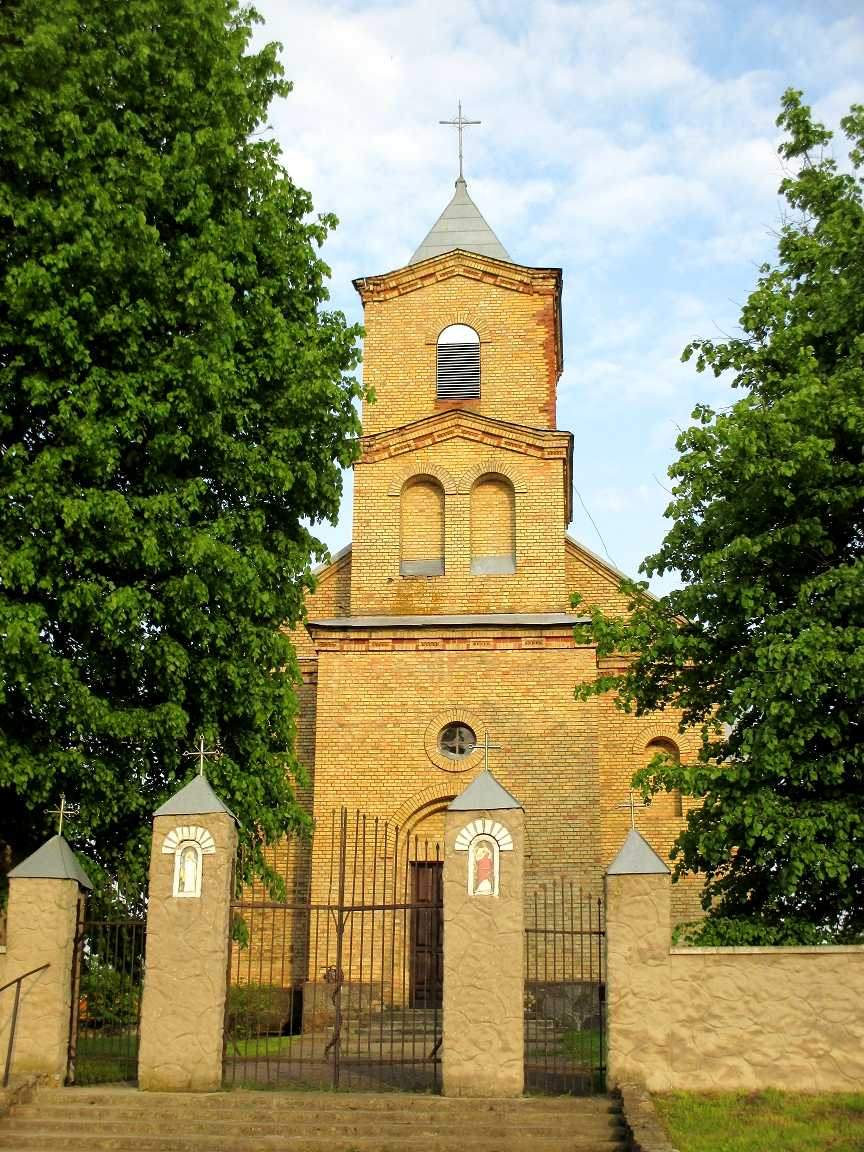
Костёл Святой Троицы в аг. Крупово